# Rango (film, 2011)
Rango är en amerikansk datoranimerad westernkomedi från 2011 i regi av Gore Verbinski. Bland de skådespelare som givit sina röster åt figurer i filmens originalversion märks Johnny Depp, Isla Fisher, Bill Nighy, Abigail Breslin, Alfred Molina, Harry Dean Stanton, Ray Winstone, Timothy Olyphant, Stephen Root och Ned Beatty. 

## Handling
Kameleonten Rango (röst av Johnny Depp) hamnar i Mojaveöknen sedan han fallit ur sin ägares bil. Han kommer så småningom till Dirt, en westernstad befolkad av olika djur, som lider av den pågående vattenbristen i staden. Där råkar han bli sheriff och tillsammans med några kompanjoner bestämmer sig Rango för att göra något åt saken.

## Om filmen
Datoranimeringen i filmen gjordes av Industrial Light and Magic (ILM). Rango blev därmed den första animerade långfilmen för företaget, som annars generellt mest är inriktat på specialeffekter. Filmen vann en Oscar för bästa animerade film.

## Röster

### Engelsk version (i urval)
| - Johnny Depp - Rango - Isla Fisher - Bönan - Abigail Breslin - Priscilla - Ned Beatty - Borgmästaren Tortoise John - Alfred Molina - Roadkill - Bill Nighy - Skallerorms-Jake - Stephen Root - Doc; Mr. Johannes Merrimack III - Harry Dean Stanton - Balthazar - Ray Winstone - Bad Bill - Timothy Olyphant - Västerns ande | - Ian Abercrombie - Ambrose - Gil Birmingham - Wounded Bird - James Ward Byrkit - Waffles; Gordy; Papa Joad; Cousin Murt - Claudia Black - Angélique - Blake Clark - Buford - John Cothran, Jr. - Elgin - Patrika Darbo - Delilah; Maybelle - George DelHoyo - Señor Flan - Johnny Depp - Lars - Maile Flanagan - Lucky - Charles Fleischer - Elbows - Beth Grant - Bonnie - Ryan Hurst - Jedidiah - Vincent Kartheiser - Ezekiel; Lasso Rodent - Hemky Madera - Chorizo - Alex Manugian - Spoons - Mark "Crash" McCreery - Parsons - Joe Nunez - Rock-Eye - Chris Parson - Hazel Moats; Kinski; Stump; Clinker; Lenny; Boseefus; Dirt Kid - Stephen Root - Mr. Snuggles - Lew Temple - Furgus; Hitch - Alanna Ubach - Boo; Cletus; Fresca; Miss Daisy - Gore Verbinski - Sergeant Turley; Crevice; Slim; Lupe - Kym Whitley - Melonee - Keith Campbell - Sod Buster |

### Svensk version (i urval)
| - Andreas Rothlin Svensson - Rango - Claudia Galli - Bönan - Amanda Jennefors - Priscilla - Stig Engström - Borgmästaren Tortoise John - Adam Fietz - Roadkill - Fred Johanson - Skallerorms-Jake - Bengt Järnblad - Doc - Claes Månsson - Mr. Johannes Merrimack III - Claes Ljungmark - Balthazar - Jan Åström - Bad Bill - Johan Hedenberg - Västerns ande | - Jan Modin - Ambrose - Magnus Rongedal - Waffles - Bengt Skogholt - Buford - Gunnar Ernblad - Elgin - Ole Ornered - Señor Flan - Andreas Nilsson - Spoons - Martin Bentancourt - Rock-Eye - Per Sandborgh - Furgus - Johan Hedenberg - Sergeant Turley |

## Soundtrack
| 1.           | Welcome Amigo                                                                       | Rick Garcia                                                                               | 1:06  |
| 2.           | Rango Suite                                                                         | Hans Zimmer                                                                               | 5:57  |
| 3.           | Certain Demise                                                                      | Hans Zimmer                                                                               | 0:24  |
| 4.           | Medley - It's A Metaphore / Forkboy                                                 | Hans Zimmer / Lard                                                                        | 0:43  |
| 5.           | Welcome to Dirt                                                                     | Hans Zimmer                                                                               | 0:58  |
| 6.           | Name's Rango                                                                        | Hans Zimmer                                                                               | 1:31  |
| 7.           | Lizard for Lunch                                                                    | Jose Hernandez, Anthony Zuniga, Robert Lopez                                              | 1:26  |
| 8.           | Stuck in Guacamole                                                                  | Hans Zimmer                                                                               | 0:21  |
| 9.           | Underground                                                                         | Hans Zimmer                                                                               | 3:18  |
| 10.          | We Ride, Really!                                                                    | Hans Zimmer                                                                               | 0:50  |
| 11.          | Rango and Beans                                                                     | Hans Zimmer                                                                               | 1:04  |
| 12.          | Medley - Bats / Rango Theme / Valkyrieritten / An Der Schönen Blauen Donau, OP. 314 | Hans Zimmer / Hans Zimmer / FirstCom Music / Berliner Philharmoniker, Herbert von Karajan | 4:28  |
| 13.          | The Bank's Been Robbed                                                              | Rick Garcia                                                                               | 0:22  |
| 14.          | Rango Returns                                                                       | Hans Zimmer                                                                               | 1:16  |
| 15.          | La Muerte a Llegado                                                                 | Rick Garcia & George DelHoyo                                                              | 0:44  |
| 16.          | It's a Miracle                                                                      | Hans Zimmer                                                                               | 1:57  |
| 17.          | El Canelo                                                                           | Los Lobos                                                                                 | 0:44  |
| 18.          | The Sunset Shot                                                                     | Hans Zimmer                                                                               | 0:53  |
| 19.          | Walk Don't Rango                                                                    | Los Lobos                                                                                 | 2:47  |
| 20.          | Rango Theme Song                                                                    | Los Lobos                                                                                 | 3:29  |
| Total längd: | Total längd:                                                                        | Total längd:                                                                              | 34:18 |